# Bisaiguë

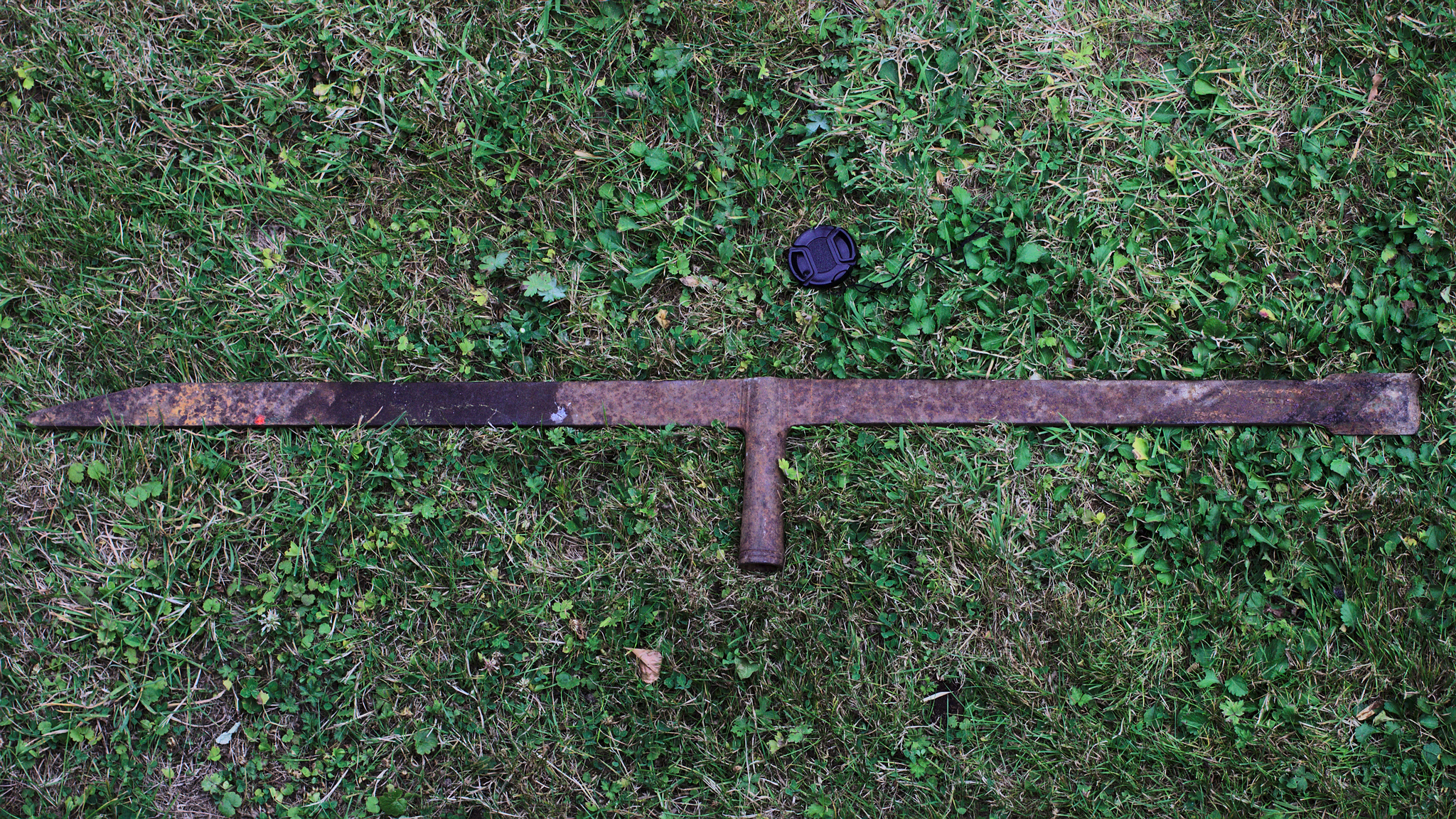
Une bisaigüe de charpentier rouillée.

Une bisaiguë ou bisaigüe est un outil de charpentier formé d'un ciseau à bois couplé à un bédane, et ayant pour rôle de travailler de grosses pièces de bois. Le même nom est donné à un outil de vitrier servant à détacher de vieux enduits et à percer des trous, ou encore à un outil de cordonnier qui permet de polir le tour des semelles.

## Étymologie
Le nom vient du latin bis-acuta, aiguisé deux fois. Il existe des variantes orthographiques : besaiguë, bésaigüe, bisaguë.